# きく2号
きく2号（英語: Engineering Test Satellite - II、ETS-II）は宇宙開発事業団（NASDA）が打ち上げた日本初の静止衛星（技術試験衛星）である。

## 目的
静止衛星の打ち上げ、追跡管制、軌道保持、姿勢保持に関わる技術の取得、通信衛星用通信機器の宇宙環境における試験を目的として開発された。

## 開発
1971年度に高々度衛星（HAS-A/B)として概念設計、1972年度に技術試験衛星II型として予備設計が行われた。それらの結果から1973年度にはメーカーの選定を行い、基本設計及びエンジニアリングモデル（EM）の製作を開始した。
1974年度には基本設計審査、詳細設計、詳細設計審査を実施し、プロトフライトモデル（PFM）の製作に着手。PFMは1976年2月から同6月までシステム認定試験を実施し、その後筑波宇宙センター（TKSC）に予備機として保管された。フライトモデル（FM）製作は1976年2月から開始し、6月から受け入れ試験を実施、10月30日TKSCに納入され、11月初めに種子島宇宙センターへ輸送された。

## 運用
1977年2月23日、N-Iロケット3号機で種子島宇宙センターから打ち上げられた。打ち上げ後25分に静止トランスファ軌道（GTO）に投入され、3回の姿勢変更の後、2月26日に第7遠地点付近でアポジモータに点火、ドリフト軌道へ投入された。その後、衛星の姿勢を軌道面にほぼ垂直まで引き起こし、4回の軌道制御を実施。3月5日に最後の軌道制御を行い、東経130度付近の静止軌道へ投入され、日本初の静止衛星となった。打ち上げ時には環境データの取得が行われた。また、GTOやドリフト軌道上でSバンドでの距離測定、メカニカルデスパンアンテナの動作確認が行われた。
静止軌道投入後、3月下旬までは衛星の機能確認が行われ、4月中旬には電波伝播実験用送信機の連続動作試験、4月下旬に電波伝播予備実験を実施した。5月下旬からは郵政省電波研究所においてミリ波帯での電波伝播実験が開始された。
8月22日に定常運用を終了。1990年12月10日にすべての運用を終了した。運用終了までミリ波帯の電波伝播実験などのデータを取得し、アメリカ航空宇宙局（NASA）をはじめ、世界各国で宇宙通信のための電波伝播特性研究などに長く利用された。